# 222 Lucia
222 Lucia este un asteroid din centura principală, descoperit pe 9 februarie 1882, de Johann Palisa.